# Keude Ulee Gle
Keude Ulee Gle is een bestuurslaag in het regentschap Pidie Jaya van de provincie Atjeh, Indonesië. Keude Ulee Gle telt 196 inwoners (volkstelling 2010).